# جامعة تيشك
جامعة تيشك (بالكردية: زانکۆی تیشک - Zankoy Tishik)‏، (بالإنجليزية: Tishik University)‏ هي جامعة خاصة تابعة لمؤسسة فزالر التعليمية (التي تأسّست في سنة 1994) في أربيل بجهود مستثمرين ومثقفين أكراد وأتراك خلال الحرب الأهلية في كردستان. المؤسسة بدأت بمدرسة إيشك في أربيل بمعايير التعليم العالمية. طوّرت المؤسسة في سنة 2007 فكرة الجامعات الخاصة في كردستان وأدّى ذلك إلى افتتاح جامعة إيشك في سنة 2008.
دراسة الماجستير ما زالت تنتظر موافقة وزارة التعليم العالي في إقليم كردستان.

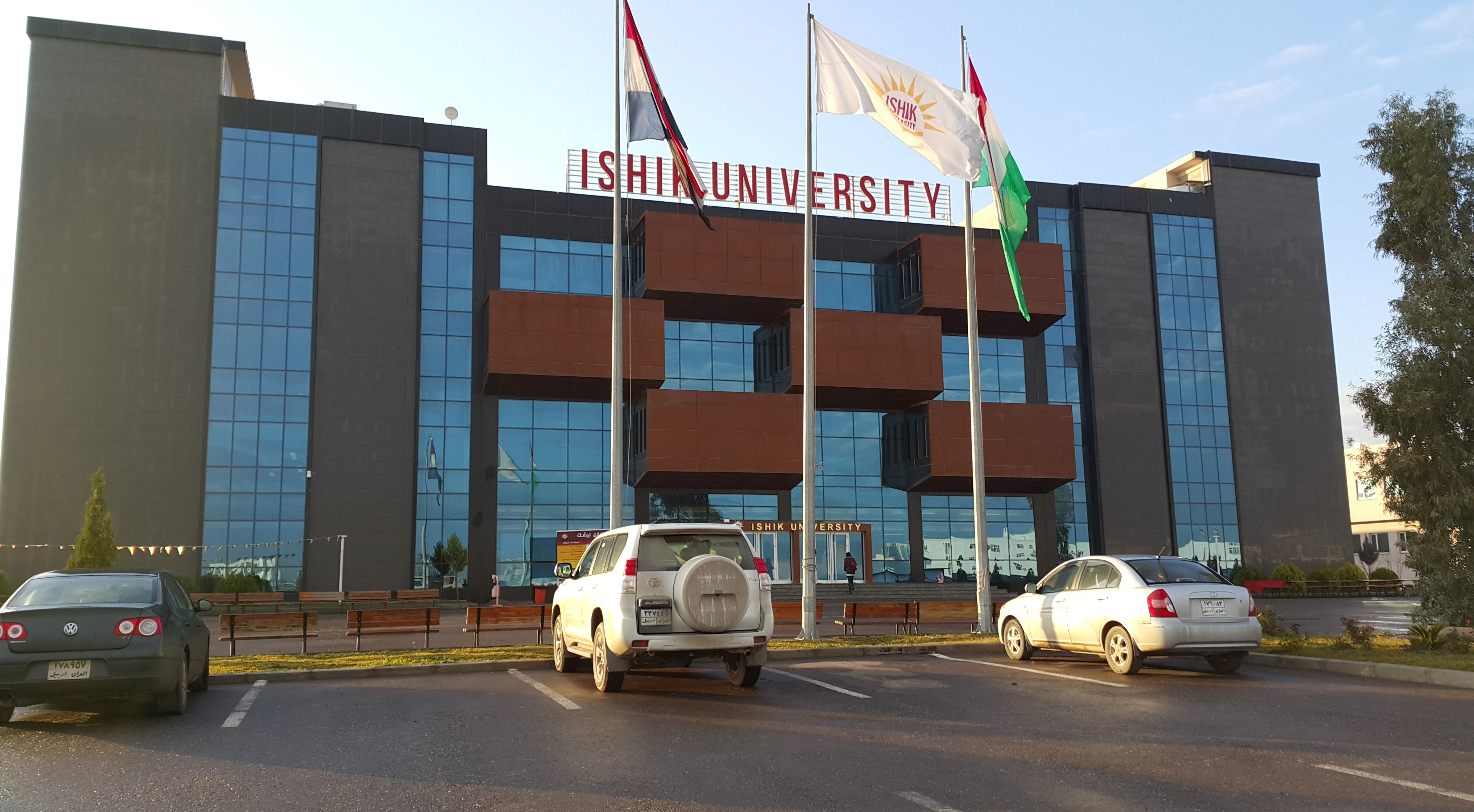
جامعة إيشك

## تاريخ الجامعة

### الافتتاح
الجامعة افتتحت رسمياً في حفل أقيم في 2008، حضره رئيس وزراء أقليم كردستان نيجيرفان بارزاني والبرلمانيين والبيروقراطيين، وبحضور القنصل العام التركي في الموصل، وبعض البرلمانيين من تركيا.
في 2008 - 2009، بدأ التعليم فقط لقسم الإعداد للإنجليزية في الطابق الأرضي من جامعة تيشك الخاصة في المدرسة الثانوية، مؤقتاً. في 2009 - 2010، تم قبول الطلاب لـ 5 أقسام في درجة البكالوريوس و8 لقسم الإعداد للإنجليزية.
في 2010 - 2011، أصبحت 9 برامج بكالوريوس في الحرم الجامعي الجديد على شارع 100م أربيل. خلال 2011 - 2013، أفتتح مركز اختبار الإنجليزية كلغة أجنبية والتعليم المستمر. في 2014 - 2015، توسّعت الجامعة إلى 6 كليات مع 15 إدارة وأعطت خريجين من جميع الكليات. بالإضافة إلى ذلك، في 2014 - 2015، أفتتح للجامعة فرع في مدينة السليمانية والتي تشمل أقسام الهندسة وادارة الاعمال. وفي العام نفسه، إبتدأ العمل في برنامج تبادل الطلاب مع الجامعات التركية والأوروبية وبدأ بـ 16 طالبا.

## لغة الدراسة
لغة الدراسة لجميع الأقسام باللغة الأنكليزية ما عدا قسم القانون فهو باللغة العربية.

## الإدارة
- الرئيس

د. ادريس هادي صالح
- نائب الرئيس

د. محمد أوزدمير
الهيئة العليا في جامعة إيشك هي هيئة الامناء ومجلس الجامعة. تساند هذه الهيئات العليا مجالس أخرى مثل مجلس ضمان الجودة ومجلس إدارة الجودة المتكاملة. وفي المستوى الادنى للإدارة يوجد «مجالس الكليات» وبعدها «مجالس الاقسام الاكاديمية».

## المراكز الأكاديميّة
- - المدرسة التحضيرية.
  - مركز التعليم المستمر.
  - اكاديمية CISCO.
  - مركز إيشك للبحث العلمي.
  - مركز اختبارTOEFL IBT .
  - مركز إيشك لبناء المهنة.
  - مركز الاستشارات الهندسية في جامعة إيشك IECB .

## الكلّيات[1]

### أربيل
- كلية طب الأسنان

- كلية الصيدلة
- كلية الهندسة
- كليه العلوم
- كلية التربية

- كلية الحقوق
- كلية العلوم الإدارية والاقتصاد

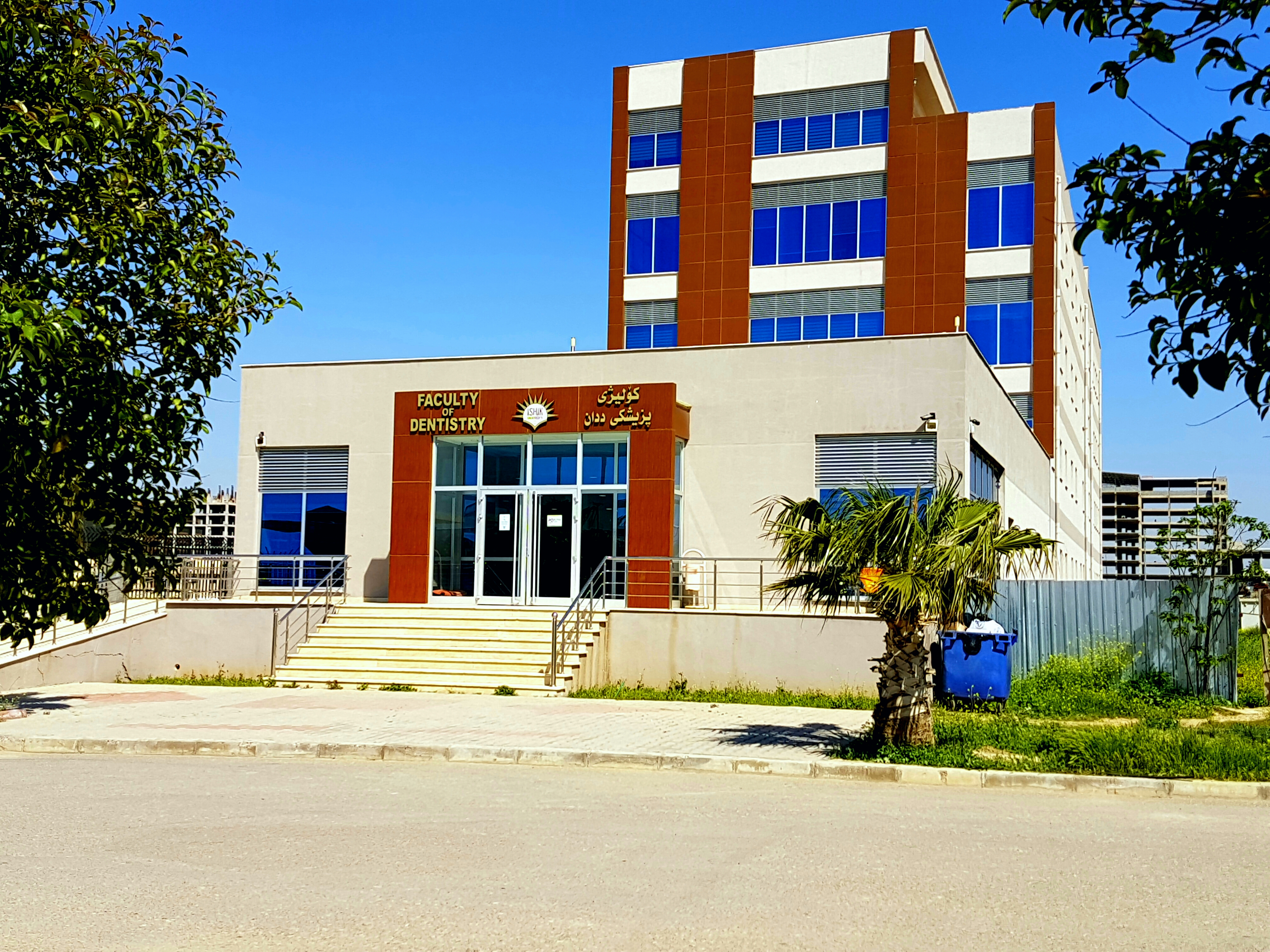
كلية طب الأسنان - جامعة إيشك -أربيل

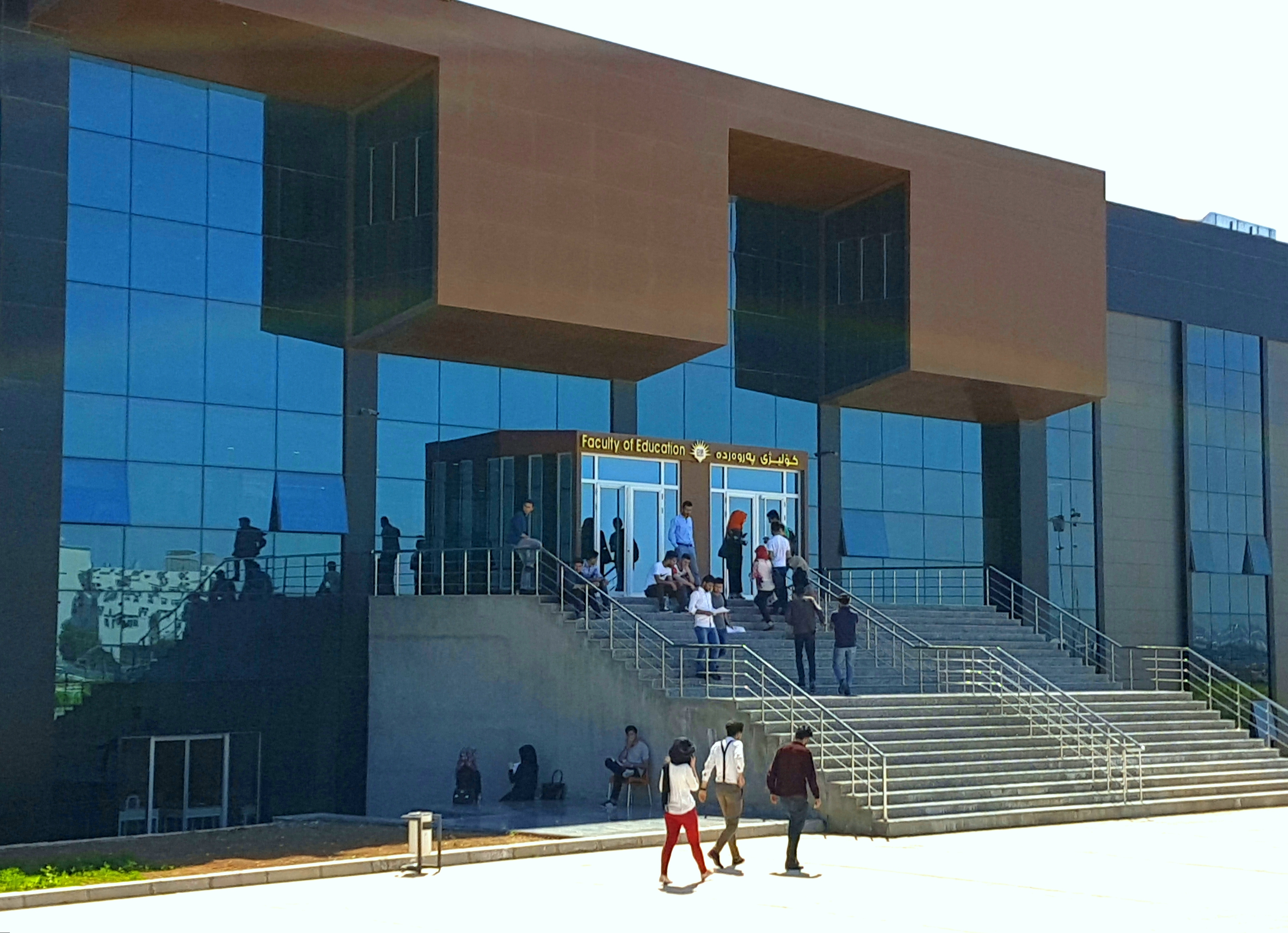
كلية التربية - جامعة إيشك -أربيل

- الإعدادية. مدرسة لتعلم اللغة الإنجليزية

### السليمانية
- الهندسة
- العلوم الإدارية (التجارة والإدارة - العلوم المالية والمصرفية - العلوم الدولية)